# Pastel QAnon

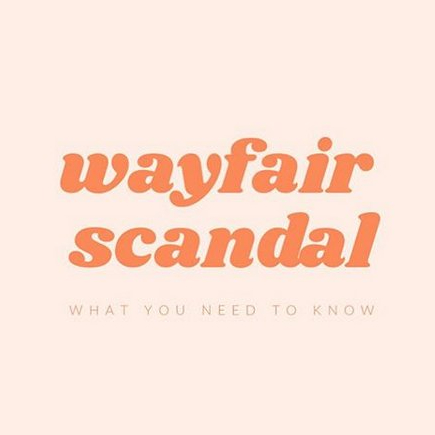
Esta imagen (con la frase Wayfair scandal ), al estilo de Pastel QAnon, hace referencia a las afirmaciones falsas de que la compañía de muebles Wayfair tenía planes secretos para vender y despachar víctimas de trata infantil.

La frase Pastel QAnon (en inglés) se refiere a un conjunto de técnicas y estrategias que utilizan una estética «suave» y femenina (en particular, colores pastel) para atraer a las mujeres a la teoría conspirativa QAnon, a menudo a través de las principales redes sociales, tales como Instagram, Facebook, Telegram y YouTube.
Las personalidades influyentes en redes sociales que se adhieren a las ideas de Pastel QAnon se enfocan en aspectos de la teoría que suelen apelar a los instintos maternales, tales como la prevención del abuso sexual infantil y el tráfico sexual de menores, y utilizan un lenguaje emotivo y afable. Son populares entre las personalidades influyentes en las áreas de wellness, yoga y New Age. El término fue acuñado por Marc-André Argentino, investigador de la Universidad Concordia de Montreal, Canadá.

## Antecedentes
QAnon es una actual teoría conspirativa política de la extrema derecha estadounidense y un movimiento político de masas que se enfoca en afirmaciones falsas hechas por un individuo o un grupo de individuos anónimos conocidos como «Q». Estos afirman que una camarilla de personajes satánicos y caníbales, que abusan sexualmente de menores, opera una red global de tráfico sexual infantil que conspiró contra el expresidente estadounidense Donald Trump durante su mandato.
Aunque QAnon surgió de grupos de internet con presencia mayoritariamente masculina, las mujeres eran y siguen siendo un grupo demográfico clave entre los partidarios de QAnon. Según la politóloga Lorna Bracewell, los movimientos de derechas que se enfocan en la protección de la infancia, tales como QAnon, «apelan a un conjunto particularmente femenino de ansiedades y temores para así movilizar un tipo particularmente femenino de ira.» Bracewell observó una similitud con el movimiento Tea Party, que atrajo a líderes femeninas a nivel tanto local como nacional en los Estados Unidos, entre las que destaca Sarah Palin, la excandidata republicana a la vicepresidencia. El movimiento QAnon apela al concepto maternal de tutela. Por ejemplo, la misma Palin usó la frase mama grizzlies  tanto para referirse a ella misma como a las candidatas a quienes apoyó durante las elecciones de Estados Unidos de 2010, para posicionarse así como «mamás osas» que protegen a sus «oseznos» de los «liberales depredadores».

## Grupos objetivo
Según BuzzFeed News, en abril de 2020 varias personalidades influyentes en el ámbito de estilo de vida ya habían comenzado a difundir mensajes relacionados con Pastel QAnon en Instagram. La mayoría de estos mensajes consistía en contenido relacionado con la pandemia de COVID-19, pero también fueron una de las principales fuentes de desinformación. Pastel QAnon ha fijado como su objetivo a varias comunidades y movimientos existentes que se enfocan en las mujeres.
Sus mensajes se dirigen a mujeres blancas que votan por candidatos del Partido Republicano de los Estados Unidos, en especial las llamadas soccer moms. Esta comunidad se conoce a veces como QAmoms, un término que las seguidoras utilizan para referirse a sí mismas. Se le ha relacionado con grupos de mercadeo multinivel, la industria de wellness y personalidades influyentes en redes sociales, así como con una comercialización del movimiento QAnon en general, que «opera, aun sutilmente, dentro del concepto de espectáculo».
Muchos grupos de los ámbitos de wellness y New Age desconfían de las instituciones predominantes, de las autoridades y de las empresas farmacéuticas y, por consiguiente, son susceptibles a las creencias de QAnon. Los principales factores que han identificado los investigadores como la causa de que algunas mujeres rechacen la ciencia convencional y, en su lugar, se adhieran a la «conspiritualidad» y a las creencias de QAnon, en particular las conspiraciones o la retórica antivacunas, incluyen: escándalos en la industria alimentaria, preocupaciones acerca de aditivos en los alimentos y organismos modificados genéticamente, recomendaciones científicas contradictorias acerca de la crianza de niños y la epidemia de opioides en los Estados Unidos (todo lo cual afecta a las mujeres de manera desproporcionada), falta de inversión en temas de salud de la mujer y discriminación generalizada de género en las profesiones médicas.
Los creyentes de QAnon impulsaron esta popularización al pasar de páginas cifradas y tableros de mensajes anónimos a sitios web de masas, tales como Facebook e Instagram. El impacto negativo que tuvo la pandemia de COVID-19 en muchas empresas llevó a sus dirigentes a ponerse en contacto con personalidades influyentes en redes sociales o a utilizar estrategias de mercadeo viral para promocionar sus servicios.

## Contenido

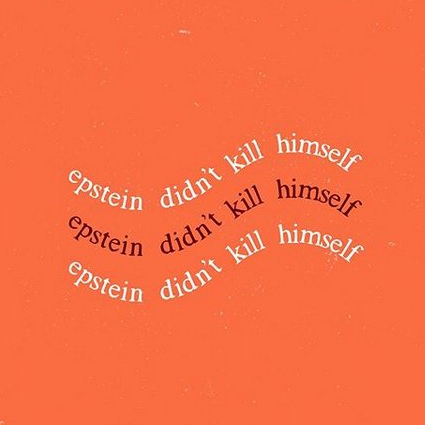
Esta imagen (con la frase Epstein didn't kill himself ) hace referencia a las teorías conspirativas en torno a la muerte de Jeffrey Epstein. La implicación de Epstein en una red de tráfico sexual de menores y su posterior suicidio cuando estaba en la cárcel se han considerado a menudo como una puerta de entrada a las creencias de QAnon.

### Mensajes como puerta de entrada
Pastel QAnon utiliza los mensajes existentes en las redes sociales acerca de protección de menores, tráfico de menores, salud y otros temas como puerta de entrada al movimiento, y los enmarca en un lenguaje familiar e inspirador. Esto se hace con frecuencia en un estilo anecdótico e informal. Los mensajes no siempre se identifican en cuanto a su relación con QAnon y las personas que los publican a menudo niegan tener conocimiento del movimiento. A pesar de esto, difunden las mismas teorías conspirativas y las adaptan para un público femenino. Un ejemplo de esto son las campañas #SavetheChildren, que pretenden ser sobre el tráfico sexual de menores pero que contienen otros temas relacionados con QAnon.
Esta estrategia también se utiliza para evitar el borrado de publicaciones, ya que las referencias explícitas a QAnon están prohibidas en muchas redes sociales. El movimiento también utiliza grupos privados y la técnica de publicar y luego borrar automáticamente las historias en Instagram para promover sus afirmaciones. Esta técnica les brinda a las personas que propagan conspiraciones la posibilidad de una negación parcialmente plausible. Las personas y los grupos que difunden mensajes de Pastel QAnon suelen negar que tienen conocimiento del movimiento. Por lo general, los mensajes utilizan y amplían la desconfianza y los malentendidos, el refuerzo positivo y los temores por la seguridad de los menores, todos estos ya existentes entre los grupos objetivo y que se acentuaron durante la pandemia de COVID-19.

### Elementos estéticos
Pastel QAnon utiliza elementos estéticos considerados como femeninos: una paleta de colores pasteles, imágenes inspiradoras, tipos de letra bonitos, lenguaje de diseño y frases que acostumbran a usarse para comercializar productos y servicios dirigidos a las mujeres. Estos elementos estéticos incluyen escarcha, colores diluidos, tipos de letra cursiva, ilustraciones y fotografías de paisajes naturales, modas, maquillaje y estilos de vida, además de lenguaje como citas espirituales y motivacionales, en estilos con los que los grupos objetivo están familiarizados para hacerlos atractivos.
Según Becca Lewis, una investigadora de subculturas políticas en línea de la Universidad de Stanford:

Gran parte de este contenido está difundido por cuentas muy populares (...) Si alguien es capaz de crear esta estética codiciable y hermosa y luego añadirle estas teorías de conspiración, eso [las] normaliza (...) de una forma muy específica para la que Instagram es ideal.